# Zacatilihuic
Zacatilihuic är en ort i Mexiko.   Den ligger i kommunen Zoquiapan och delstaten Puebla, i den sydöstra delen av landet, 170 km öster om huvudstaden Mexico City. Zacatilihuic ligger 1 105 meter över havet och antalet invånare är 164.
Terrängen runt Zacatilihuic är bergig, och sluttar norrut. Runt Zacatilihuic är det ganska glesbefolkat, med 43 invånare per kvadratkilometer. Närmaste större samhälle är Olintla, 14,3 km nordväst om Zacatilihuic. I omgivningarna runt Zacatilihuic växer huvudsakligen savannskog.